# Gueifães
Gueifães (Cidade da Maia) is een plaats (freguesia) in de Portugese gemeente Maia en telt 11.532 inwoners (2001).